# Paralobophora ustata
Paralobophora ustata är en fjärilsart som beskrevs av Hugo Theodor Christoph 1891. Paralobophora ustata ingår i släktet Paralobophora och familjen mätare. Inga underarter finns listade i Catalogue of Life.